# Sola come un gambo di sedano
Sola come un gambo di sedano è il quarto libro, pubblicato nel 2001, della comica torinese Luciana Littizzetto, scritto nel corso di un periodo di forzata lontananza dell'autrice dalla produzione televisiva.

## Contenuto
Si tratta di una raccolta di racconti, non più lunghi di due pagine, in prima persona. 
I temi della sua comicità sono, in questo libro come in altri, le difficoltà della vita sentimentale tra l'essere single e l'essere in coppia, l'assurdità della società contemporanea e dei suoi modelli sbagliati, il mondo diseducativo della televisione e della pubblicità. Nel lessico del libro compaiono alcuni termini di derivazione dialettale di area piamontese come ad esempio balengo, che i libri e gli sketch dell'autrice hanno contribuito a fare conoscere nel resto d'Italia.
Il titolo dell'opera, assieme a La principessa sul pisello e a Col cavolo, rimanda alla stagione vegetariana della produzione letteraria di Littizzetto, seguita da quella definita meta letteraria (La Jolanda furiosa e I dolori del giovane Walter).

## Accoglienza
Il libro ebbe un notevolissimo successo, vendendo circa un milione di copie; le sue vendite vennero definite da Edmondo Berselli alluvionali. È considerato un esempio della fortuna avuta dalla produzione letteraria ad opera di autori comici televisivi amati dal grande pubblico.  Oltre che in libreria fu distribuito con il settimanale Sorrisi e canzoni TV. Alcuni brani del libro, come ad esempio quelli di critica alla pubblicità, sono stati analizzati con attenzione dagli operatori del settore.

## Edizioni
- Luciana Littizzetto, Sola come un gambo di sedano, Collana Biblioteca Umoristica Mondadori, Arnoldo Mondadori Editore, 2001,  pp. 223, ISBN 978-88-04-49509-3.

### Traduzioni
- (ES) Luciana Littizzetto, Sola … ¡y tan fresca!, Madrid, Síntesis, 2004,  p. 237, ISBN 978-84-97-56197-6.
- (DE) Luciana Littizzetto, Einsam wie ein Sellerie Liebe auf italienisch, Diana Lukas-Nülle, Frankfurt am Main, Eichborn, 2004,  p. 216, ISBN 9783821848761.
- (RU) Luciana Littizzetto, Одна как стебель сельдерея / Odna kak stebelʹ selʹderei︠a︡, traduzione di E. M. Solonovich, Mosca, РИПОЛ-Классик, 2007,  p. 237, ISBN 9785386000103.